# Calceolaria rivularis
Calceolaria rivularis är en toffelblomsväxtart som beskrevs av Kränzl.. Calceolaria rivularis ingår i släktet toffelblommor, och familjen toffelblomsväxter. Inga underarter finns listade i Catalogue of Life.